# جون هايوود (محامي)
جون هايوود (بالإنجليزية: John Haywood)‏ هو قاضي ومؤرخ ومحامي أمريكي، ولد في 1762، وتوفي في 1826.